# Рейхштадтское соглашение
Рейхштадтское соглашение — секретное соглашение между Россией и Австро-Венгрией по балканскому вопросу, заключенное 26 июня (8 июля) 1876 года при встрече императора Александра II и министра иностранных дел князя А. М. Горчакова с австрийским императором Францем Иосифом и министром иностранных дел Д. Андраши в Рейхштадтском замке.
Соглашение, подготовленное бароном Жомини, не зафиксировано официальным документом. По поручению Горчакова и Андраши были сделаны лишь записи переговоров, причём русский и австрийский текст несколько отличаются друг от друга. Согласно достигнутым договоренностям стороны обещали не вмешиваться в войну Сербии и Черногории против Турции и закрыть австрийские порты Клек и Каттаро, через которые стороны (в основном Турция) получали оружие и боеприпасы.
В случае победы Османской империи в войне стороны собирались добиваться восстановления довоенного статус-кво и проведения административной реформы в Боснии и Герцеговине. В случае же поражения турок согласно русскому тексту Сербия должна была получить Герцеговину и порт Спицца на Адриатическом море, Черногория — часть старой Сербии и Боснии, а Австро-Венгрия — турецкую Хорватию и пограничные районы Боснии. Согласно австрийской записи в случае поражения турок Сербия и Черногория получили бы лишь пограничные районы Боснии и Герцеговины, а большая их часть переходили бы под контроль Австро-Венгрии. При этом Россия возвращала бы себе Юго-Западную Бессарабию, отторгнутую у неё по Парижскому мирному договору 1856 года, и Батум.
В случае «полного разгрома» Турции предполагалось, согласно русской записи, образование независимых княжеств Болгарии и Румелии, а согласно австрийской — предоставление им и Албании автономии в составе Османской империи. Обе стороны соглашались на расширение Греции. Согласно русской версии она должна была получить Фессалию и Эпир, а согласно австрийской — Крит. Обе державы признавали возможным превращение Константинополя в «вольный город».
Во время Константинопольской конференции и в связи с дальнейшим обострением положения на Балканах соглашение было дополнено Будапештской конвенцией.

## Источник
- Сборник договоров России с другими государствами, М., 1952.
- Татищев С. С., Имп. Александр II, его жизнь и царствование, т. 2, СПБ, 1903
- История дипломатии, т. 2, М., 1963.